# Tumact me tulez
Il tumact me tulez è un piatto tipico del comune di Barile, in provincia di Potenza, Basilicata. 

## Etimologia
Il nome deriva da tumacë me tulë, la cui pronuncia è "tumàzzt ma tul", che in lingua albanese (arbërisht) vuol dire letteralmente "tagliatelle con la mollica".
Dell'antica tradizione gastronomica italo-albanese, sono generalmente lavorate artigianalmente in casa e diffuse in tutta l'Arbëria, note come tumacë ndë shpi (tagliatelle [fatte] in casa) o tumacë me fasule (tagliatelle con fagioli) e tumacë me qiqra (tagliatelle con ceci).

## Storia
Sul finire del XV secolo, una colonia albanese di rito bizantino s'insediò nell'Italia meridionale, tra cui Barile, per sfuggire all'invasione ottomana della penisola balcanica, portando con sé lingua, rito religioso, usi e costumi.
Il piatto è arbëresh, tipico della cucina dell'area mediterranea e balcanica, ma a Barile ha subito contaminazioni con la cucina locale lucana. Tradizionalmente, veniva preparato in determinati eventi (matrimoni, festa di San Giuseppe e Natale).
Pier Paolo Pasolini, giunto a Barile per le riprese del suo film Il vangelo secondo Matteo (1964), avrebbe espresso apprezzamento nei confronti del piatto.
Con decreto ministeriale del 25 febbraio 2022, il tumact me tulez è entrato nella lista dei prodotti agroalimentari tradizionali lucani (PAT).

## Sagra
Ad esso è dedicata l'omonima sagra che si svolge annualmente a partire dal 1997. Il 22 luglio 2019, la manifestazione ha ottenuto il marchio "Sagra di Qualità" da parte dell'Unione nazionale delle pro loco d'Italia (UNPLI), presso il Senato della Repubblica in Palazzo Madama. Nel 2018, l'evento è stato citato da American Express tra dieci meravigliose sagre italiane ("10 amazing Italian food festivals").

## Ingredienti
Per il tumact me tulez la pasta utilizzata è la tagliatella (sia classica che riccia). La base del condimento è composta da filetto o salsa di pomodoro, aglio, prezzemolo, alici, a cui si aggiungono mollica fritta e granella di noci. È anche possibile conferire una nota piccante con del peperoncino.